# エリンコート
エリンコート (Erin Court) とは日本の競走馬である。主な勝ち鞍は2011年の優駿牝馬。
馬名は「アイルランドの宮廷」を意味する。

## 経歴

### 2歳
2010年7月25日の函館の芝1200mの新馬戦でデビューしたが3着に敗れる。続く未勝利戦も3着となる。その後、札幌の芝1500mの未勝利戦に父・デュランダルの主戦騎手を務めた池添謙一を鞍上に出走して初勝利を挙げた。続いて出走した京都の白菊賞は4着だった。

### 3歳
1月16日の京都競馬3歳500万下条件競走で6着の後、中1週で同条件競走に出走したが4着、休養した後に3月27日の同条件競走で1着。桜花賞を除外されたため、同日の忘れな草賞に出走し3勝目を挙げた。その後は優駿牝馬に出走し7番人気であったが、雨が振る中直線で力強く抜け出し勝利。3連勝で初GI制覇を飾った。鞍上の後藤浩輝はクラシック44回目の挑戦で初勝利、調教師の笹田和秀とデュランダル産駒はGI初勝利となった。秋緒戦はローズステークスでは前でレースを進めたが10着に敗れ、秋華賞も10着と惨敗した。続くエリザベス女王杯も12着に敗れる。

### 4歳
緒戦の京都牝馬ステークスに出走、11着であった。休養した後に6月17日のマーメイドステークスは後方で待機したが直線で伸びを欠き7着に終わった。続くクイーンステークスもアイムユアーズの7着に敗れる。

### 5歳
明け5歳の緒戦で2013年3月10日の中山牝馬ステークスに出走し、16着と敗れた。これを受けて陣営が繁殖入りを決断し、3月14日付で競走馬登録を抹消して現役を引退、北海道千歳市の社台ファームで繁殖牝馬となることが決定した。

## 競走成績
| 競走日     | 競馬場 | 競走名           | 格      | 距離（馬場）  | 頭数 | オッズ （人気） | 着順 | タイム （上り3F） | 着差 | 騎手       | 斤量 [kg] | 1着馬（2着馬）     |
| ---------- | ------ | ---------------- | ------- | ------------- | ---- | --------------- | ---- | ----------------- | ---- | ---------- | --------- | ------------------ |
| 2010.07.25 | 函館   | 2歳新馬          |         | 芝1200m（良） | 14   | 21.20（7人）    | 03着 | 1:10.8 (35.5)     | -0.4 | 藤岡佑介   | 54        | エーシンジャッカル |
| 0000.09.12 | 札幌   | 2歳未勝利        |         | 芝1200m（良） | 7    | 04.00（2人）    | 03着 | 1:11.4 (36.0)     | -0.4 | 池添謙一   | 54        | ゼフィランサス     |
| 0000.09.25 | 札幌   | 2歳未勝利        |         | 芝1500m（良） | 9    | 06.60（4人）    | 01着 | 1:31.1 (36.2)     | -0.0 | 四位洋文   | 54        | （コマンドパワー） |
| 0000.11.28 | 京都   | 白菊賞           | 500万下 | 芝1600m（良） | 11   | 25.90（5人）    | 04着 | 1:37.3 (34.6)     | -0.5 | 幸英明     | 54        | ドナウブルー       |
| 2011.01.16 | 京都   | 3歳500万下       |         | 芝1600m（良） | 14   | 61.70（7人）    | 06着 | 1:36.9 (37.2)     | -1.0 | 四位洋文   | 54        | ニジブルーム       |
| 0000.01.29 | 京都   | 3歳500万下       |         | 芝1400m（良） | 14   | 23.60（4人）    | 04着 | 1:22.6 (34.3)     | -0.6 | 四位洋文   | 54        | ラトルスネーク     |
| 0000.03.27 | 阪神   | 3歳500万下       |         | 芝1800m（良） | 18   | 17.70（6人）    | 01着 | 1:47.3 (35.0)     | -0.1 | U.リスポリ | 54        | （ピュアブリーゼ） |
| 0000.04.10 | 阪神   | 忘れな草賞       | OP      | 芝2000m（良） | 16   | 04.60（2人）    | 01着 | 2:02.4 (36.0)     | -0.1 | 後藤浩輝   | 54        | （ハッピーグラス） |
| 0000.05.22 | 東京   | 優駿牝馬         | GI      | 芝2400m（良） | 18   | 37.20（7人）    | 01着 | 2:25.7 (34.5)     | -0.0 | 後藤浩輝   | 55        | （ピュアブリーゼ） |
| 0000.09.18 | 阪神   | ローズS          | GII     | 芝1800m（良） | 14   | 06.70（3人）    | 10着 | 1:49.1 (34.7)     | -1.0 | 後藤浩輝   | 54        | ホエールキャプチャ |
| 0000.10.16 | 京都   | 秋華賞           | GI      | 芝2000m（稍） | 18   | 18.30（5人）    | 10着 | 1:59.5 (35.6)     | -1.3 | 後藤浩輝   | 55        | アヴェンチュラ     |
| 0000.11.13 | 京都   | エリザベス女王杯 | GI      | 芝2200m（良） | 18   | 99.1（13人）    | 12着 | 2:12.9 (34.9)     | -1.3 | 後藤浩輝   | 54        | スノーフェアリー   |
| 2012.01.29 | 京都   | 京都牝馬S        | GIII    | 芝1600m（良） | 16   | 35.6（11人）    | 11着 | 1:35.1 (35.7)     | -1.3 | C.ルメール | 56        | ドナウブルー       |
| 0000.06.17 | 阪神   | マーメイドS      | GIII    | 芝2000m（良） | 14   | 19.70（8人）    | 07着 | 2:01.2 (36.7)     | -1.3 | 浜中俊     | 56        | グルヴェイグ       |
| 0000.07.29 | 札幌   | クイーンS        | GIII    | 芝1800m（良） | 14   | 22.70（8人）    | 07着 | 1:47.6 (34.3)     | -0.4 | 横山典弘   | 55        | アイムユアーズ     |
| 0000.10.13 | 東京   | 府中牝馬S        | GII     | 芝1800m（良） | 17   | 51.8（13人）    | 17着 | 1:47.9 (35.6)     | -2.4 | 石橋脩     | 55        | マイネイサベル     |
| 0000.11.11 | 京都   | エリザベス女王杯 | GI      | 芝2200m（重） | 16   | 61.3（12人）    | 14着 | 2:18.2 (38.3)     | -1.9 | 池添謙一   | 56        | レインボーダリア   |
| 2013.03.10 | 中山   | 中山牝馬S        | GIII    | 芝1800m（良） | 16   | 55.8（14人）    | 16着 | 1:49.6 (35.4)     | -1.1 | 田辺裕信   | 55        | マイネイサベル     |

## 繁殖成績
|       | 馬名               | 生年   | 性 | 毛色   | 父               | 馬主                             | 厩舎                                         | 戦績                  |
| ----- | ------------------ | ------ | -- | ------ | ---------------- | -------------------------------- | -------------------------------------------- | --------------------- |
| 初仔  | エリンソード       | 2014年 | 牡 | 黒鹿毛 | ルーラーシップ   | （有）社台レースホース →林田祥来 | 栗東・笹田和秀 →栗東・高橋亮 →園田・森澤友貴 | 42戦3勝（引退）       |
| 2番仔 | エリンズロマーネ   | 2015年 | 牝 | 栗毛   | ノヴェリスト     | 吉田照哉                         | 栗東・笹田和秀                               | 24戦1勝（引退・繁殖） |
| 3番仔 | クルージーン       | 2016年 | 牡 | 黒鹿毛 | ロードカナロア   | （有）社台レースホース →坂本浩一 | 栗東・藤岡健一 →盛岡・工藤裕孝 →美浦・奥村武 | 16戦3勝（引退）       |
| 4番仔 | パネットーネ       | 2018年 | 牝 | 黒鹿毛 | エピファネイア   | 吉田照哉                         | 栗東・笹田和秀                               | 2戦0勝（引退・繁殖）  |
| 5番仔 | レディコートアスク | 2019年 | 牝 | 黒鹿毛 | キタサンブラック | 廣崎利洋ＨＤ →廣崎智子 →戸賀智子 | 栗東・梅田智之 →園田・玉垣光章               | 24戦2勝（現役）       |
| 6番仔 | アスクビビットモア | 2020年 | 牝 | 栗毛   | ジャスタウェイ   | 廣崎利洋ＨＤ                     | 栗東・梅田智之                               | 5戦0勝（引退）        |
| 7番仔 | エリツィーノ       | 2021年 | 牝 | 鹿毛   | リアルスティール | 吉田照哉                         | 栗東・四位洋文                               | 1戦0勝（引退）        |

- 2025年4月18日現在

## 血統表
| エリンコートの血統（サンデーサイレンス系（ヘイロー系） / Nothern Dancer4x4=12.50％） | エリンコートの血統（サンデーサイレンス系（ヘイロー系） / Nothern Dancer4x4=12.50％） | エリンコートの血統（サンデーサイレンス系（ヘイロー系） / Nothern Dancer4x4=12.50％） | （血統表の出典）      | （血統表の出典）    |
| 父 デュランダル 1999 栗毛 北海道千歳市                                               | 父の父*サンデーサイレンス Sunday Silence 1986 青鹿毛 アメリカ                        | Halo                                                                                 | Hail to Reason        | Hail to Reason      |
| 父 デュランダル 1999 栗毛 北海道千歳市                                               | 父の父*サンデーサイレンス Sunday Silence 1986 青鹿毛 アメリカ                        | Halo                                                                                 | Cosmah                |                     |
| 父 デュランダル 1999 栗毛 北海道千歳市                                               | 父の父*サンデーサイレンス Sunday Silence 1986 青鹿毛 アメリカ                        | Wishing Well                                                                         | Understanding         | Understanding       |
| 父 デュランダル 1999 栗毛 北海道千歳市                                               | 父の父*サンデーサイレンス Sunday Silence 1986 青鹿毛 アメリカ                        | Wishing Well                                                                         | Mountain Flower       |                     |
| 父 デュランダル 1999 栗毛 北海道千歳市                                               | 父の母サワヤカプリンセス 1986 栗毛 北海道千歳市                                      | *ノーザンテースト                                                                    | Northern Dancer       | Northern Dancer     |
| 父 デュランダル 1999 栗毛 北海道千歳市                                               | 父の母サワヤカプリンセス 1986 栗毛 北海道千歳市                                      | *ノーザンテースト                                                                    | Lady Victoria         |                     |
| 父 デュランダル 1999 栗毛 北海道千歳市                                               | 父の母サワヤカプリンセス 1986 栗毛 北海道千歳市                                      | *スコッチプリンセス                                                                  | Creme Dela Creme      | Creme Dela Creme    |
| 父 デュランダル 1999 栗毛 北海道千歳市                                               | 父の母サワヤカプリンセス 1986 栗毛 北海道千歳市                                      | *スコッチプリンセス                                                                  | Meadow Saffron        |                     |
| 母 *エリンバード Erin Bird 1991 鹿毛 フランス                                        | 母の父Bluebird 1984 鹿毛                                                             | Storm Bird                                                                           | Northern Dancer       | Northern Dancer     |
| 母 *エリンバード Erin Bird 1991 鹿毛 フランス                                        | 母の父Bluebird 1984 鹿毛                                                             | Storm Bird                                                                           | South Ocean           |                     |
| 母 *エリンバード Erin Bird 1991 鹿毛 フランス                                        | 母の父Bluebird 1984 鹿毛                                                             | Ivory Dawn                                                                           | Sir Ivor              | Sir Ivor            |
| 母 *エリンバード Erin Bird 1991 鹿毛 フランス                                        | 母の父Bluebird 1984 鹿毛                                                             | Ivory Dawn                                                                           | Dusky Evening         |                     |
| 母 *エリンバード Erin Bird 1991 鹿毛 フランス                                        | 母の母Maid of Erin 1982 鹿毛                                                         | Irish River                                                                          | Riverman              | Riverman            |
| 母 *エリンバード Erin Bird 1991 鹿毛 フランス                                        | 母の母Maid of Erin 1982 鹿毛                                                         | Irish River                                                                          | Irish Star            |                     |
| 母 *エリンバード Erin Bird 1991 鹿毛 フランス                                        | 母の母Maid of Erin 1982 鹿毛                                                         | Dancing Shadow                                                                       | *ダンサーズイメージ   | *ダンサーズイメージ |
| 母 *エリンバード Erin Bird 1991 鹿毛 フランス                                        | 母の母Maid of Erin 1982 鹿毛                                                         | Dancing Shadow                                                                       | Sunny Valley F-No.1-l |                     |

- 母のエリンバードは吉田照哉の所有馬で、イタリアG2のイタリア1000ギニーに優勝し、ブリーダーズカップ・ディスタフに武豊鞍上で4着に入っている。また、フランスGIIオペラ賞では武豊鞍上で1位入線も5着降着となった。日本では1995年（平成7年）に京王杯スプリングカップ（13着）と安田記念（9着）に出走している。
- 祖母の半妹の孫にBCターフ、Kジョージ6世&QES、英セントレジャーを勝ったコンデュイットがいる。
- 近親に東京優駿優勝馬のフサイチコンコルドと皐月賞優勝馬のアンライバルドとヴィクトリーがいる。詳細はバレークイーン#その他の近親を参照。